# Steve Mizerak
Stephen „Steve“ Mizerak jr. (* 12. Oktober 1944 in Perth Amboy, Middlesex County, New Jersey; † 29. Mai 2006 in Boca Raton, Palm Beach County, Florida) war ein US-amerikanischer Poolbillardspieler. Er gehörte in den 1970er- und 1980er-Jahren zur Weltspitze im Poolbillard, insbesondere in der Disziplin 14 und 1 endlos.

## Karriere
Mizeraks Vater war ein unterklassiger Baseballspieler und eröffnete dann eine Billardhalle in Metuchen. Dort spielte Mizerak im Alter von 4 Jahren erstmals Poolbillard. Mit fünf Jahren trainiere Mizerak täglich stundenlang, ehe er mit sechs Jahren bereits erste Exhibitions absolvierte. Mit 11 Jahren erzielte er bereits in einer Aufnahme 50 Punkte, mit 13 Jahren sogar hundert. Im selben Alter nahm Mizerak erstmals an professionellen Poolbillardturnieren teil. Als 20-Jähriger im zweiten Collegejahr qualifizierte er sich für die Poolbillard-Weltmeisterschaft und besiegte dort überraschend Spitzenspieler wie Irving Crane. Zahlreiche Beobachter und Spieler prognostizierten Mizerak eine goldene Zukunft; mehrfach wurde er bereits zu diesem Zeitpunkt mit Willie Mosconi verglichen. Nach einiger Zeit an der Saint Ambrose University in Davenport, Iowa, machte er 1967 am Athens College in Alabama seinen Abschluss in Bildungswissenschaften, Geschichte und Psychologie. Daraufhin nahm er eine Stelle als Geschichts- und Erdkundelehrer an einer Mittelschule in Perth Amboy an, da die Preisgelder im Poolbillard damals nicht rentabel genug waren. Mit 26 Jahren gewann Mizerak erstmals die US Open Championship, drei weitere Titel folgten in den drei nächsten Jahren.
1976 beteiligte sich Mizerak erstmals an einer Fernsehwerbung für Leichtbier, weitere ähnliche Engagements folgten. Durch diese Werbungen bekam das Poolbillard einen wichtigen Aufschwung, während Mizerak selbst national bekannt wurde. So wurde er regelmäßig zu Exhibitions eingeladen. Sportlich gesehen schaffte es Mizerak aber nicht, zu einem dominanten Spieler zu werden. Immerhin gewann er 1978 die US Open im 9-Ball. Bis 1980 summierten sich die Anzahl seiner Gewinne von professionellen Turnieren auf 35. Insbesondere aber durch seine Bekanntheit infolge der Fernsehwerbungen nahm er 1980 soviel Geld ein, dass er seine Stelle als Lehrer kündigen konnte. Im selben Jahr wurde Mizerak in die Hall of Fame des Billiard Congress of America aufgenommen. Mizerak war damals der jüngste Spieler, dem diese Ehre zuteilwurde.
Neben dem Poolbillard versuchte sich Mizerak auch im Snooker. Zu seiner Hochzeit reiste er für drei Exhibitionpartien gegen den dreifachen Weltmeister John Spencer nach England und besiegte ihn jeweils. Nach einer Teilnahme an den Canadian Open war Mizerak von 1986 bis 1992 offiziell Profispieler. Er nahm aber nur zweimal an einer Qualifikation für die Snookerweltmeisterschaft teil und schied beide Male noch im Auftaktspiel deutlich aus. So kam er auf der Snookerweltrangliste nicht über Platz 127 hinaus. Darüber hinaus konnte Mizerak auch sehr gut Dreiband spielen. Später wurde darüber berichtet, dass Mizerak gesagt wurde, dass er es mit etwas Training mit den besten Dreibandspielern der Welt hätte aufnehmen können. Auch ohne viel Training gewann er einzelne Turniere im Dreiband in Las Vegas und New York City.
In den 1980er-Jahren war Mizerak weiterhin viel als Werbegesicht aktiv, weshalb er sich nur bedingt auf das eigentliche Spiel konzentrieren konnte. So hatte er 1986 eine Gastrolle im Kinofilm Die Farbe des Geldes. Dreimal konnte er allerdings die PPPA World Open gewinnen. Danach verhinderten aber Gewichtsprobleme weitere große Titel, auch wenn er weiterhin aktiv bei Turnieren mitspielte und kleinere Titel gewinnen konnte. Erst nach einem Herzinfarkt 2001 beendete er seine Spielerkarriere. Mittlerweile hatte sich Mizerak auf Singer Island in Florida niedergelassen. In dieser Zeit engagierte er sich als Organisator einer Poolbillard-Turnierserie, Billardtrainer und Besitzer einer Billardhalle in Lake Park. Darüber hinaus gründete er ein Unternehmen, das Queues aus Asien importierte und in den USA verkaufte. 2006 musste sich Mizerak an der Gallenblase operieren lassen. Während dieser Operation gab es allerdings Komplikationen, weshalb Mizerak mehrere Monate im Krankenhaus verbrachte. An einem durch die Komplikationen ausgelösten Herzleiden verstarb Mizerak Ende Mai 2006 im Alter von 61 Jahren in Boca Raton. Er hinterließ seine Ehefrau, zwei Söhne, einen Stiefsohn und mehrere Enkelkinder. Sein Tod erfuhr national Aufmerksamkeit, als einer der ersten Poolbillardspieler.
Das Poolbillardmagazin Billiards Digest setzte Mizerak auf Platz 6 einer Rangliste der größten Poolbillardspieler des 20. Jahrhunderts.

## Spielweise
Mizerak war bekannt für seine Konzentration und seinen Siegeswillen. Zwar hatte er keine Scheu vor langen Bällen, doch im Falle des Falles war er auch gut darin, den Spielball sicher abzulegen. Für seine langen Bälle hatte sich Mizerak einen extra langen Queue anfertigen lassen. Darüber hinaus galt er als Unterhalter, der im Privaten eine große Ausstrahlung hatte und humorvoll, freundlich und ein guter Verlierer gewesen sein soll.

## Veröffentlichungen
- Steve Mizerak: Inside Pocket Billiards. McGraw-Hill Contemporary, 1973, ISBN 978-0-8092-8907-3.
- Steve Mizerak: Steve Mizerak’s Winning Pocket Billiards. Contemporary Books, 1984, ISBN 978-0-8092-5777-5.
- Steve Mizerak, Joel H. Cohen: Just Showin’ Off. Contemporary Books, 1988, ISBN 978-0-8092-4602-1.
- Steve Mizerak, Michael E. Pannozzo: Steve Mizerak’s Complete Book of Pool. San Val, 1990, ISBN 978-1-4176-2151-4.
- Steve Mizerak, Michael E. Pannozzo: Steve Mizerak’s Winning Pool Tips. McGraw-Hill Education, 1995, ISBN 978-0-8092-3428-8.
- Steve Mizerak: Steve Mizerak’s Pocket Billiards. Random House Value Publishing, 1995, ISBN 978-0-517-12332-4.
- Steve Mizerak, Michael E. Pannozzo, George Fels: Steve Mizerak’s Play Better Pool: Winning Techniques and Strategies for Mastering the Game. Contemporary Books, 1996.
- Steve Mizerak, Joel H. Cohen: Billiards for Advanced Players. UNKNO, 1996, ISBN 978-1-57034-045-1.
- Steve Mizerak, Joel H. Cohen: Billiards for Beginners. UNKNO, 1997, ISBN 978-1-57034-044-4.
- Steve Mizerak, Ewa Mataya Laurance, Jerry Forsyth: Quick-start Guide to Pocket Billiards: World-champion Techniques for Improving Your Game. McGraw-Hill, 2003, ISBN 978-0-07-141520-0.